# Kathedrale von Plymouth

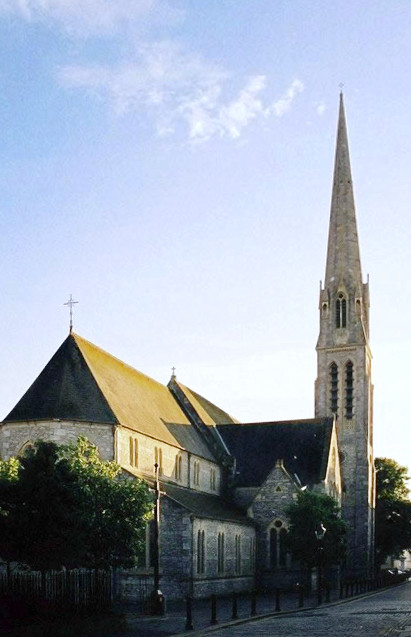
Kathedrale von Plymouth, Ostansicht

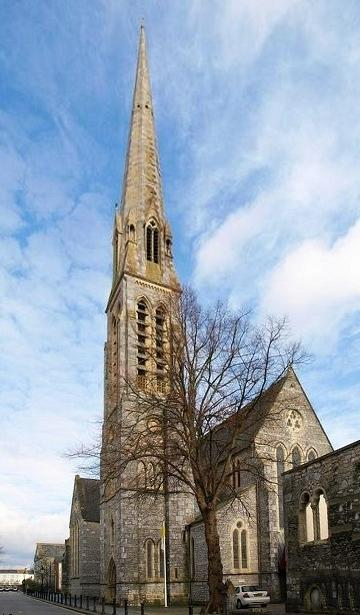
Westseite

Die Kathedrale von Plymouth (Cathedral Church of Saint Mary and Saint Boniface) in Plymouth, Devon, ist die Bischofskirche des römisch-katholischen Bistums Plymouth. Die neugotische Basilika wurde 1856–1858 nach Plänen von Joseph und Charles Hansom erbaut. Das Marien-Patrozinium knüpft an die Vorgängerkirche an; der heilige Bonifatius wurde als Zweitpatron gewählt, weil sein Geburtsort Crediton im Bistumsgebiet liegt.

## Geschichte
Im Zuge der beginnenden Katholikenemanzipation im Vereinigten Königreich und nach Zuwanderung irischer Dockarbeiter konnte 1807 im damals selbständigen Stonehouse eine kleine katholische Kirche an der Saint Mary Street gebaut werden. Sie wurde 1838 vergrößert und um ein Schulgebäude ergänzt. Diese Marienkirche wurde Prokathedrale, als im Rahmen der Wiederherstellung der katholischen Hierarchie in England im Jahr 1850 Plymouth zum Bischofssitz für Devon, Dorset und Cornwall bestimmt wurde.
Der Grundstein der neuen Kathedrale wurde am 22. Juni 1856 gelegt; am 25. März 1858, dem Fest Mariä Verkündigung, wurde sie feierlich in Gebrauch genommen. 1866 erhielt sie den schlanken Turmhelm. Nach Vollendung der Innenausstattung und der Buntglasfenster und nach Abtragung der Restschulden durch Geldgeschenke anlässlich seines 25. Bischofsjubiläums vollzog Bischof William Vaughan, der eigentliche Gründerbischof der Diözese Plymouth, die Weihe der Kathedrale am 22. September 1880.
Während der deutschen Luftangriffe auf Plymouth im Frühjahr 1941 erhielt die Kathedrale schwere Brandschäden; das angrenzende Konventsgebäude wurde vollständig vernichtet. In den 1950er Jahren erfolgte die Wiederherstellung.
Nachdem die nachkonziliare Liturgiereform bereits Veränderungen der Ausstattung mit sich gebracht hatte, wurde 1994 eine konsequente Neugestaltung durchgeführt, die auf begeisterte Zustimmung, aber auch auf entschiedene Ablehnung stieß.

## Architektur
Die Kathedrale ist aus unregelmäßig behauenem Werkstein in den sparsamen Formen der frühen englischen Gotik errichtet. Am Übergang vom dreischiffigen Langhaus zum fast ebenso langen Chor sind zwei niedrigere Querhausarme angesetzt. Der 61 m hohe Turm steht neben der Portalfassade am nördlichen Seitenschiff.

## Orgel
Die Orgel wurde 1799 von dem Orgelbauer Elliot ein anderes Kirchengebäude errichtet, und 1865 in der Kathedrale von Plymouth aufgestellt. Seitdem wurde das Instrument von der Orgelbaufirma Hele & Co (Plymouth) mehrfach überarbeitet. Die Orgel hat 32 Register auf drei Manualen und Pedal. Die Trakturen sind elektrisch.
| I Great Organ C–a3   |       |
| Double Open Diapason | 16′   |
| Open Diapason No.1   | 8′    |
| Open Diapason No.2   | 8′    |
| Rohr Flute           | 8′    |
| Principal            | 4′    |
| Harmonic Flute       | 4′    |
| Twelfth              | 2 ⁄3′ |
| Fifteenth            | 2′    |
| Trumpet              | 8′    |

| II Swell Organ C–a3 |     |
| Double Diapason     | 16′ |
| Violin Diapason     | 8′  |
| Dulciana            | 8′  |
| Voix Celeste        | 8′  |
| Lieblich Gedact     | 8′  |
| Principal           | 4′  |
| Lieblich Flute      | 4′  |
| Fifteenth           | 2′  |
| Mixture III         |     |
| Horn                | 8′  |
| Oboe                | 8′  |
| Tremulant           |     |

| III Choir Organ C–a3 |    |
| Claribel             | 8′ |
| Gamba                | 8′ |
| Vox Angelica         | 8′ |
| Flute                | 4′ |
| Piccolo              | 2′ |
| Clarinet             | 8′ |

| Pedal Organ C–f1 |         |
| Open Diapason    | 16′     |
| Violone          | 16′     |
| Bourdon          | 16′     |
| Quint            | 10 2⁄3′ |
| Bass Flute       | 8′      |
| Octave Flute     | 4′      |